# Personalismo
Personalismo – kult jednostki w krajach Ameryki Łacińskiej. Partie polityczne w tym regionie często mają oficjalnie ustanowione popieranie danego polityka, zamiast opierać się na określonych poglądach czy problemach. Personalismo miało miejsce m.in. w Argentynie (Juan Perón), na Kubie (Fidel Castro), w Meksyku (Antonio López de Santa Anna), na Dominikanie i w Ekwadorze. Nazwy zwolenników owych polityków często opierają się na ich imiona czy nazwiskach, np. Peronistas to zwolennicy Juana Peróna, a Fidelistas to zwolennicy Fidela Castro. Powiązanym zjawiskiem jest caudillismo – fenomen, w którym przywódcy rządzą dzięki połączeniu siły i charyzmy.